# Komîș-Zorea
Komîș-Zorea (în ucraineană Комиш-Зоря) este o așezare de tip urban din raionul Kuibîșeve, regiunea Zaporijjea, Ucraina. În afara localității principale, nu cuprinde și alte sate.

## Demografie
Componența lingvistică a așezării de tip urban Komîș-Zorea
     Ucraineană (93,66%)
     Rusă (6,14%)
     Alte limbi (0,08%)
Conform recensământului din 2001, majoritatea populației așezării de tip urban Komîș-Zorea era vorbitoare de ucraineană (93,66%), existând în minoritate și vorbitori de rusă (6,14%).